# Амерички вукодлак у Лондону
Амерички вукодлак у Лондону (енгл. An American Werewolf in London) је британско-амерички хумористички хорор филм из 1981. године, режисера и сценаристе Џона Ландиса са Дејвидом Нотоном, Џени Агатер и Грифином Даном у главним улогама. Радња филма прати двојицу америчких туриста, Дејвида и Џека, које током посете Енглеској напада вукодлак, због чега Дејвид и сам постаје вукодлак сваким наредним пуним месецом.
Ландис је написао први нацрт сценарија за филм 1969. и одлагао га је више од деценије. Будући финансијери су веровали да је Ландисов сценарио превише застрашујући да би био комедија и превише духовит да би био хорор филм. Након што је он постигао успех у Холивуду са комедијама Филм на жару, Животињска кућа и Браћа Блуз, Ландис је успео да обезбеди финансирање студија PolyGram Pictures за продукцију Америчког вукодлака у Лондону.
Објављен је у 21. августа 1981. америчким биоскопима и остварио је критички и комерцијални успех. Награђен је Оскаром за најбољу шминку. Такође је награђен и са две Награде Сатурн, за најбољи хорор филм и за најбољу шминку, а Џени Агатер и Џон Ландис су номиновани у категоријама за најбољу главну глумицу и најбољу режију, међутим у обе категорије су изгубили од Отимача изгубљеног ковчега. Филм је постао култни класик и један од најпознатијих хорор филмова о вукодлацима. Шеснаест година касније добио је наставак, али не директан, већ тематски, под насловом Амерички вукодлак у Паризу.

## Радња
Двојица америчких туриста из Њујорка, Дејвид Кеслер и Џек Гудман, шетају по мочварама у Јоркширу. Како пада ноћ, заустављају се у локалном пабу Заклано јагње. Џек примећује пентаграм на зиду, али када упита за њега, гости паба постају непријатељски расположени и он и Дејвид одлазе. Присутни у пабу их упозоравају да се држе пута, подаље од мочвара и да се чувају пуног месеца. Дејвид и Џек одлутају са пута у мочваре и напада их опако створење. Џек је растрзан, а Дејвид је повређен. Неки од посетилаца паба упуцају звер и убију је након што их конобарица преклиње да помогну двојици младића. Уместо мртве животиње, Дејвид види леш голог човека како лежи поред њега, пре него што се онесвести.
Дејвид се буди три недеље касније у болници у Лондону. Са њим разговара полицијски инспектор Вилијерс, који му каже да је њега и Џека напао одбегли лудак. Дејвид инсистира да их је напала нека врста бесног пса или вука. Немртви Џек се појављује пред Дејвидом и објашњава да их је напао вукодлак; пошто је Дејвид угризен, он је и сам постао вукодлак. Џек је проклет да хода земљом у лимбу, ни мртав ни жив, док се крвна лоза вукодлака не прекине. Џек позива Дејвида да изврши самоубиство пре следећег пуног месеца како би га спречио да нанесе исту судбину било коме другом.
Доктор Хирш посећује Заклано јагње да истражи случај. На питање о инциденту, посетиоци паба негирају да знају за Дејвида, Џека или напад. Један узнемирени посетилац разговара са др Хиршом испред паба и каже да Дејвида није требало одводити из села јер ће угрозити друге људе када се трансформише.
По изласку из болнице, Дејвид се усељава у лондонски стан Алекс Прајс, лепе младе медицинске сестре која га је заволела док га је лечила. Имају секс и Алекс каже Дејвиду да је забринута за његово ментално стање. Џек, у напреднијој фази пропадања, поново се јавља Дејвиду и упозорава га да ће следеће ноћи постати вукодлак. Џек поново саветује Дејвида да се убије како не би убио невине људе, али Дејвид одбија да му поверује. Када изађе пун месец, Дејвид се претвара у вукодлака и лута улицама и лондонском подземном железницом, убивши шесторо људи. Следећег јутра се буди го у станишту за вукове у зоолошком врту, не сећајући се шта му се догодило, и враћа се у Алексин стан.
Након што је схватио да је одговоран за убиства претходне ноћи, Дејвид неуспешно покушава буде ухапшен на Трафалгар скверу. Он зове своју породицу из телефонске говорнице на Пикадили серкусу да им каже да их воли, али губи храброст да пререже зглобове џепним ножем. Дејвид види Џека, у још напреднијој фази пропадања, испред порно-биоскопа. Унутра, Џек упознаје Дејвида са својим жртвама од претходне ноћи, од којих су неке бесне на Дејвида и предлажу различите методе самоубиства да би их ослободио из њиховог немртвог стања.
Дејвид се у биоскопу поново претвара у вукодлака. Одсеца главу инспектору Вилијерсу и прави расуло на улицама, узрокујући смрт неколико возача и пролазника. Полиција је на крају опколила и ухватила Дејвида у једну уличицу. Алекс трчи низ уличицу и покушава да смири Дејвида говорећи му да га воли. Иако се чини да је Дејвидова свест препознаје на тренутак, он јури напред и полиција га убије, враћајући га у људски облик. Алекс плаче над Дејвидовим лешом, а клетва је вероватно прекинута.

## Улоге
| Глумац         | Улога                         |
| -------------- | ----------------------------- |
| Дејвид Нотон   | Дејвид Кеслер                 |
| Џени Агатер    | медицинска сестра Алекс Прајс |
| Грифин Дан     | Џек Гудмен                    |
| Џон Вудвајн    | др Џеј Ес Хирш                |
| Лила Кеј       | власница паба                 |
| Френк Оз       | господин Колинс               |
| Дејвид Скофилд | играч пикада                  |
| Брајан Гловер  | играч шаха                    |
| Рик Мајал      | други играч шаха              |
| Дон Мекилоп    | инспектор Вилијерс            |
| Пол Кембер     | поручник Мекманус             |
| Мајкл Картер   | Гералд Брингслеј              |
| Вил Литон      | Џозеф                         |
| Алан Форд      | возач таксија                 |
| Линци Дру      | Бренда Бристолс               |
| Вик Армстронг  | возач аутобуса                |